# Arberg
Arberg er en købstad i Landkreis Ansbach i i Regierungsbezirk Mittelfranken i den tyske delstat Bayern.

## Geografi
Nabokommuner er (følgende uret, begyndende mod nord): Ornbau, Gunzenhausen, Unterschwaningen, Ehingen, Bechhofen

### Inddeling
Kommunen har 12 bydele og landsbyer:
| - Waffenmühle - Oberschönau - Unterschönau - Mörsach - Gothendorf - Georgenhaag | - Kemmathen - Goldbühl - Großlellenfeld - Kleinlellenfeld - Eybburg - Arberg |